# Jean-Auguste Sévène
Pour les articles homonymes, voir Sévène.
Jean-Auguste Sévène, né à Marvejols le 28 octobre 1759 et mort à Bourg-la-Reine le 10 décembre 1836, est un entrepreneur et un banquier français, qui fut l'un des premiers régents de la Banque de France.

## Biographie
Issu d'une ancienne famille très implantée dans le Languedoc puis en Normandie, Jean-Auguste s'établit à Paris en 1790 en tant que négociant. En 1796, il fonde avec trois de ses frères (Pierre, Louis et Édouard) la maison « Sévène frères » : ils font métier de banque, sont commissionnaires sur de nombreuses affaires entre la capitale et la province, dont la fabrication du velours issu d'une manufacture cotonnière établie à Rouen, et originellement fondée par John Holker. Le Premier Consul Bonaparte visita d’ailleurs l'usine des frères Sévène, scène immortalisée par Jean-Baptiste Isabey (Le Premier Consul visitant la manufacture de Rouen, lavis, 1802).

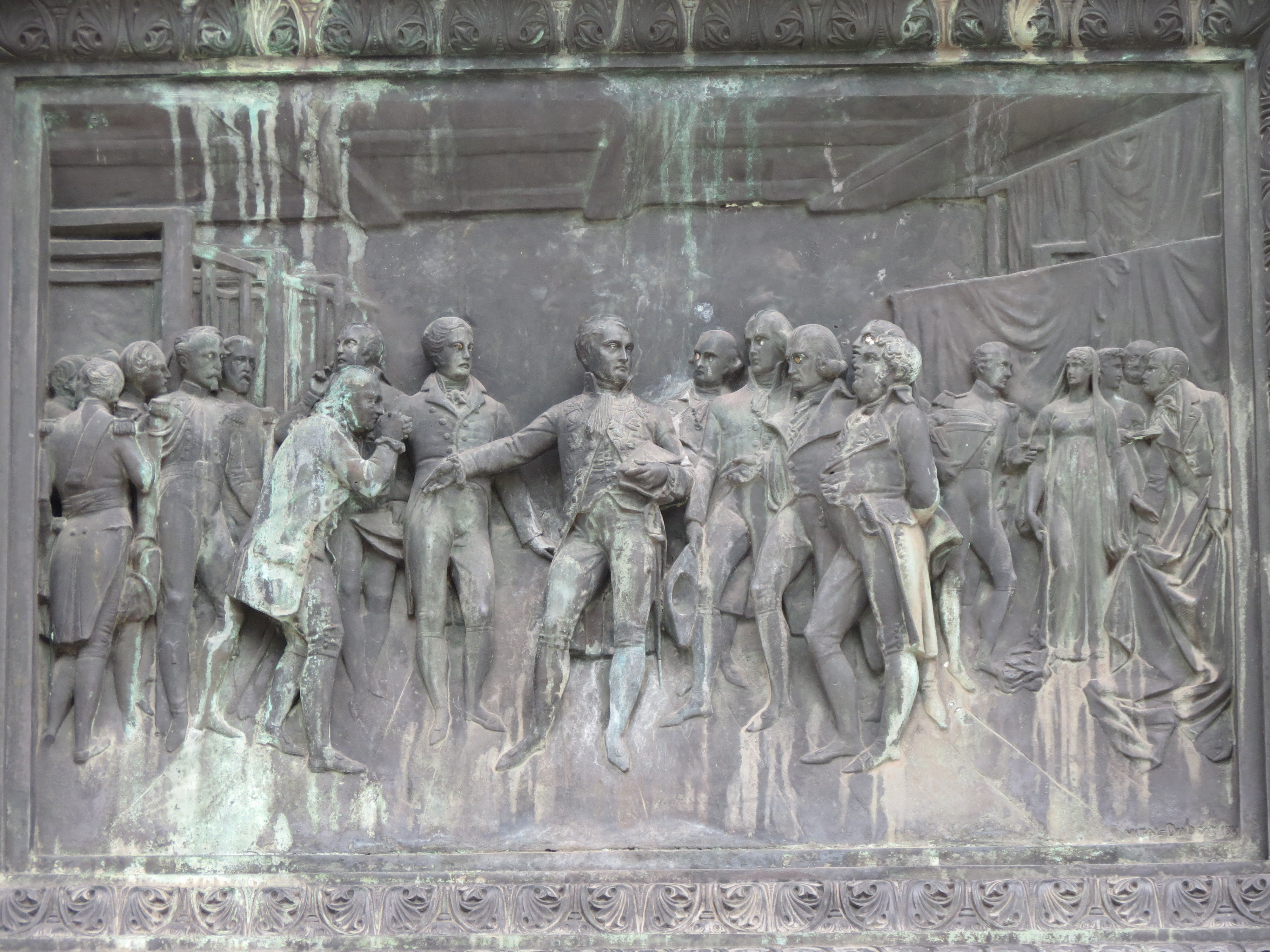
Bas-relief en bronze sur le socle de la statue équestre de Napoléon à Rouen : « Le premier consul visite les manufactures du faubourg Saint-Sever et récompense le plus ancien ouvrier de l'industrie rouennaise 2 novembre 1802 ».

Il fut ensuite désigné pour siéger parmi les quinze régents de la Banque de France, occupant le treizième fauteuil. 
Entretemps, il avait fondé avec dix autres hommes d'affaires, la Compagnie des Négociants réunis qui alimenta en fournitures et en capitaux, dès mars 1800, les Armées d'Italie et du Rhin. Les Négociants réunis connurent ensuite une série de faillites entre 1805 et 1806.
Lassé et sans doute inquiet pour sa propre banque, très lié à Ignace-Joseph Vanlerberghe, qui devait faire faillite en 1811, Sévène démissionna du conseil de régence de la Banque de France le 9 novembre 1806, et après avoir revendu ses parts dans l'usine de Rouen à son frère Édouard, partit fonder une autre banque en 1813 avec Poupart de Neuflize père et fils.